# EPrix van Punta del Este 2014

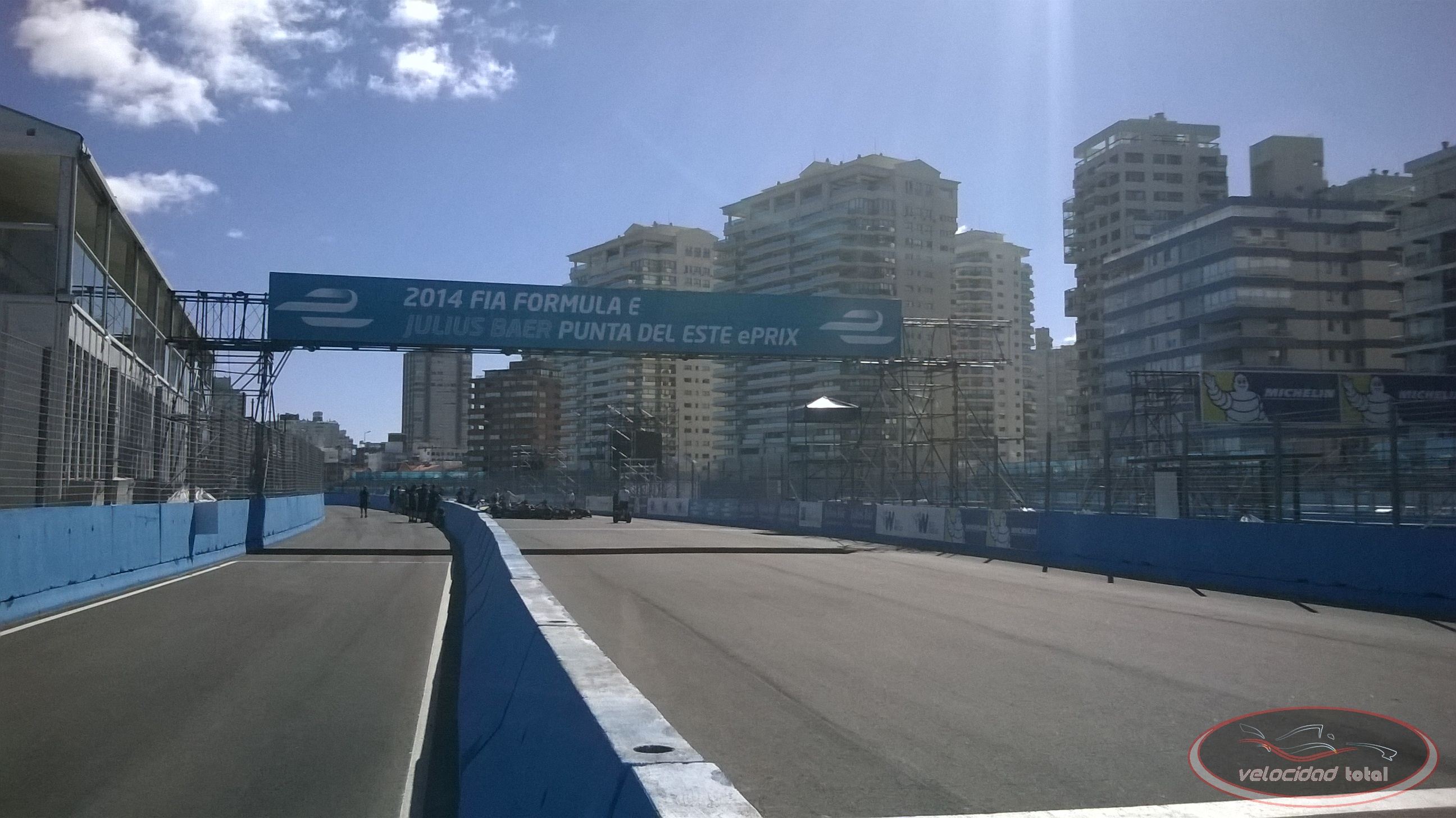
ePrix van Punta del Este 2014

De ePrix van Punta del Este 2014 werd gehouden op 13 december 2014 op het Punta del Este Street Circuit. Het was de derde race van het eerste Formule E-seizoen.

## Kwalificatie
| Pos | No | Coureur                | Team               | Tijd      | Grid |
| --- | -- | ---------------------- | ------------------ | --------- | ---- |
| 1   | 27 | Jean-Éric Vergne       | Andretti Autosport | 1:15.408  | 1    |
| 2   | 99 | Nelson Piquet jr.      | China Racing       | 1:15.530  | 2    |
| 3   | 8  | Nicolas Prost          | e.dams Renault     | 1:15.722  | 3    |
| 4   | 9  | Sébastien Buemi        | e.dams Renault     | 1:15.842  | 4    |
| 5   | 3  | Jaime Alguersuari      | Virgin Racing      | 1:16.053  | 5    |
| 6   | 11 | Lucas di Grassi        | Audi Sport ABT     | 1:16.108  | 6    |
| 7   | 10 | Jarno Trulli           | Trulli GP          | 1:16.144  | 7    |
| 8   | 21 | Bruno Senna            | Mahindra Racing    | 1:16.211  | 20   |
| 9   | 23 | Nick Heidfeld          | Venturi Grand Prix | 1:16.225  | 8    |
| 10  | 66 | Daniel Abt             | Audi Sport ABT     | 1:16.374  | 9    |
| 11  | 5  | Karun Chandhok         | Mahindra Racing    | 1:16.416  | 10   |
| 12  | 6  | Oriol Servià           | Dragon Racing      | 1:16.811  | 11   |
| 13  | 55 | António Félix da Costa | Amlin Aguri        | 1:16.865  | 12   |
| 14  | 30 | Stéphane Sarrazin      | Venturi Grand Prix | 1:17.025  | 13   |
| 15  | 88 | Antonio García         | China Racing       | 1:17.653  | 14   |
| 16  | 77 | Salvador Durán         | Amlin Aguri        | 1:17.810  | 15   |
| 17  | 18 | Michela Cerruti        | Trulli GP          | 1:20.206  | 16   |
| 18  | 2  | Sam Bird               | Virgin Racing      | geen tijd | 17   |
| 19  | 7  | Jérôme d'Ambrosio      | Dragon Racing      | geen tijd | 18   |
| 20  | 28 | Matthew Brabham        | Andretti Autosport | geen tijd | 19   |

## Race
| Pos | No | Coureur                | Team               | Rondes | Tijd/Oorzaak uitval | Grid | Punten |
| --- | -- | ---------------------- | ------------------ | ------ | ------------------- | ---- | ------ |
| 1   | 9  | Sébastien Buemi        | e.dams Renault     | 31     | 49:08.990           | 4    | 25     |
| 2   | 99 | Nelson Piquet jr.      | China Racing       | 31     | +0.732              | 2    | 18     |
| 3   | 11 | Lucas di Grassi        | Audi Sport ABT     | 31     | +2.365              | 6    | 15     |
| 4   | 10 | Jarno Trulli           | Trulli GP          | 31     | +4.163              | 7    | 12     |
| 5   | 3  | Jaime Alguersuari      | Virgin Racing      | 31     | +4.698              | 5    | 10     |
| 6   | 21 | Bruno Senna            | Mahindra Racing    | 31     | +5.197              | 20   | 8      |
| 7   | 8  | Nicolas Prost          | e.dams Renault     | 31     | +6.514              | 3    | 6      |
| 8   | 7  | Jérôme d'Ambrosio      | Dragon Racing      | 31     | +7.567              | 18   | 4      |
| 9   | 6  | Oriol Servià           | Dragon Racing      | 31     | +8.646              | 11   | 2      |
| 10  | 23 | Nick Heidfeld          | Venturi Grand Prix | 31     | +10.563             | 8    | 1      |
| 11  | 88 | Antonio García         | China Racing       | 31     | +10.594             | 14   |        |
| 12  | 18 | Michela Cerruti        | Trulli GP          | 31     | +19.617             | 16   |        |
| 13  | 5  | Karun Chandhok         | Mahindra Racing    | 31     | +54.175             | 10   |        |
| 14  | 27 | Jean-Éric Vergne       | Andretti Autosport | 29     | Mechanisch          | 1    | 3      |
| 15  | 66 | Daniel Abt             | Audi Sport ABT     | 28     | +3 ronden           | 9    | 2      |
| 16  | 77 | Salvador Durán         | Amlin Aguri        | 27     | +4 ronden           | 15   |        |
| DNF | 28 | Matthew Brabham        | Andretti Autosport | 26     | Ongeluk             | 19   |        |
| DNF | 30 | Stéphane Sarrazin      | Venturi Grand Prix | 15     | Ongeluk             | 13   |        |
| DNF | 55 | António Félix da Costa | Amlin Aguri        | 6      | Mechanisch          | 12   |        |
| DNF | 2  | Sam Bird               | Virgin Racing      | 3      | Ongeluk             | 17   |        |

## Standen na de race

### Coureurs
| Positie | Rijder            | Team           | Punten |
| ------- | ----------------- | -------------- | ------ |
| 1       | Lucas di Grassi   | Audi Sport ABT | 58     |
| 2       | Sam Bird          | Virgin Racing  | 40     |
| 3       | Sébastien Buemi   | e.dams Renault | 40     |
| 4       | Nicolas Prost     | e.dams Renault | 24     |
| 5       | Nelson Piquet jr. | China Racing   | 22     |

### Constructeurs
| Positie | Team               | Punten |
| ------- | ------------------ | ------ |
| 1       | e.dams Renault     | 64     |
| 2       | Audi Sport ABT     | 62     |
| 3       | Virgin Racing      | 54     |
| 4       | Dragon Racing      | 36     |
| 5       | Andretti Autosport | 33     |